# Kelujärvi och Matalajärvi
Kelujärvi och Matalajärvi är en sjö i Finland. Den ligger i kommunen Sodankylä i landskapet Lappland, i den norra delen av landet, 800 km norr om huvudstaden Helsingfors. Kelujärvi och Matalajärvi ligger 186,5 meter över havet. Den är 10 meter djup. Arean är 8,93 kvadratkilometer och strandlinjen är 21,58 kilometer lång. Sjön  ingår i Kemi älvs huvudavrinningsområde.   
I övrigt finns följande vid Kelujärvi och Matalajärvi:
- Pieni Petsiäinen (ett vattendrag)